# 미와촌 (오카야마현 마니와군)
미와촌(美和村)은 오카야마현 마니와군에 있던 촌이다. 현재의 마니와시에 해당한다.